# Liste der geschützten Landschaftsteile im Bezirk Hartberg-Fürstenfeld
Die Liste der geschützten Landschaftsteile im Bezirk Hartberg-Fürstenfeld enthält die geschützten Landschaftsteile im Bezirk Hartberg-Fürstenfeld.

## Geschützte Landschaftsteile
| Foto |                 | Name                                   | ID         | Standort                                                                                           | Beschreibung | Fläche   | Datum      |
| ---- | --------------- | -------------------------------------- | ---------- | -------------------------------------------------------------------------------------------------- | --- | -------- | ---------- |
| 1    | Datei hochladen | Weißkapelle                            | GLT_0050   | Fürstenfeld Standort                                                                               | | 0,76 ha  | 16.01.1996 |
| 0 BW | Datei hochladen | Stechpalmengruppe in Wenigzell         | GLT_0331   | Wenigzell Standort                                                                                 | | 0,12 ha  | 09.06.2006 |
| 1    | Datei hochladen | Frauenhöhle bei Kaindorf               | GLT_0332   | Kaindorf Standort                                                                                  | Bei der Frauenhöhle (den Frauenhöhlen) handelt es sich um einen Erdstall, der (möglicherweise) bis Hofkirchen begehbar war. Der geschützte Landschaftsteil umfasst den Wald um den Eingang und die ehemaligen Luftlöcher. | 3,11 ha  | 01.02.1979 |
| 1    | Datei hochladen | Bärengraben KG. Friedberg              | GLT_0333   | Friedberg Standort                                                                                 | | 12,49 ha | 31.03.1980 |
| 1    | Datei hochladen | Föhrengruppe auf der Kring             | GLT_0334   | Vorau Standort                                                                                     | | 0,61 ha  | 01.07.1981 |
| 1    | Datei hochladen | Linden um die Kirche in Lebing         | GLT_0335   | Hartberg Standort                                                                                  | | 1,15 ha  | 29.05.2006 |
| 1    | Datei hochladen | Lindenallee                            | GLT_0336   | Vorau Standort                                                                                     | | 2,43 ha  | 16.10.2006 |
| 1    | Datei hochladen | Frühlingsknotenblumenwiese             | GLT_0338   | Schäffern Standort                                                                                 | | 1,83 ha  | 14.07.1997 |
| 1    | Datei hochladen | Brühl in Hartberg                      | GLT_0368   | Hartberg Standort                                                                                  | | 3,38 ha  | 30.12.2009 |
| 0 BW | Datei hochladen | Stachelgründe                          | GLT_0369   | Hartberg Standort                                                                                  | | 2,13 ha  | 05.05.1987 |
| 1    | Datei hochladen | Frühlingsknotenblumenfläche            | GLT_0370   | Schäffern Standort                                                                                 | | 4,48 ha  | 25.02.1997 |
| 1    | Datei hochladen | Wacholderbestand in Puchegg            | GLT_0371   | Vorau Standort                                                                                     | | 0,17 ha  | 25.02.1997 |
| 1    | Datei hochladen | Enzianwiese                            | GLT_0372   | Pöllauberg Standort                                                                                | | 0,87 ha  | 09.07.1997 |
| 1    | Datei hochladen | Solitärbäume am rechten Rittscheinufer | GLT_1507   | Fürstenfeld Standort                                                                               | | 0,96 ha  | 22.11.1999 |
| 1    | Datei hochladen | PIKEROI, Bereich Rauschbach            | GLT_248958 | Pöllauberg KG: Oberneuberg GrStNr: 259/1/2/3/4 Standort                                            | | 1,9 ha   | 20.07.2016 |
| 1    | Datei hochladen | Gehölzgruppe bestehend aus vier Eichen | GLT_256530 | Stubenberg KG: Stubenberg GrStNr: 83/1 Standort                                                    | | 749 m²   | 19.03.2019 |
| 1    | Datei hochladen | Schönauer Klamm                        | GLT_256535 | Pöllau KG: Hinteregg; Schönau GrStNr: 923; 924; 928; 931; 932; 1014; 1015; 1016/3; 1506/2 Standort | | 0,4 ha   | 01.04.2019 |